# На грани (фильм, 2012)
«На грани» (англ. Man on a Ledge) — криминальный триллер режиссёра Асгера Лета, в главных ролях — Сэм Уортингтон, Джейми Белл, Элизабет Бэнкс и Эд Харрис. Фильм был снят в Нью-Йорке. Премьера в России состоялась 2 февраля 2012 года.

## Сюжет
Мужчина заселяется в отель «Рузвельт» на Манхэттене в Нью-Йорке, оплачивает номер, съедает завтрак, тщательно вытирает все отпечатки пальцев, а затем вылезает на карниз и готовится прыгать вниз. Прибывших на место действия полицейских он просит вызвать Лидию Мерсер (Элизабет Бэнкс), специалиста по переговорам.
По ходу фильма мы узнаём, что этот мужчина — Ник Кэссиди (Сэм Уортингтон), осуждённый преступник, который совершил побег во время похорон своего отца. Кэссиди — бывший полицейский, осуждённый на 25 лет заключения.
Прибывшая на место происшествия Мерсер начинает вести переговоры с человеком, личность которого полицейские не сумели установить. Тем временем выясняется, что герой фильма вылез на карниз не для того, чтобы совершить самоубийство, а для того чтобы ограбить ювелирный магазин напротив отеля, принадлежащий миллионеру Дэвиду Ингландеру (Эд Харрис). Дерзкое ограбление осуществляют брат Ника Джоуи (Джейми Белл) со своей девушкой Энджи (Генезис Родригес). А Ник координирует операцию через гарнитуру.
Классический фильм-ограбление становится полицейской драмой, когда Кэссиди признаётся Мерсер, что не крал у Ингландера бриллиант стоимостью 50 миллионов долларов. Кэссиди говорит, что его «подставили» Ингландер и коллеги-полицейские, что он не виновен и хочет это доказать. Он просит Мерсер инициировать внутреннее расследование и выяснить, кто помог упрятать его за решётку.
По ходу фильма зрители понимают, что Кэссиди, скорее всего, подставили Данте Маркус (Титус Уэлливер), руководящий нынешней операцией, и его бывший напарник Майк Аккерман (Энтони Маки), который опознав Ника в телепередаче, находит его убежище и пытается скрыть улики.
Джоуи и Энжи удаётся вскрыть сейф в хранилище ювелирного магазина, но бриллианта они там не находят. Тогда Джоуи активирует охранную систему здания. Ингландер идёт в хранилище, открывает другой сейф и достаёт оттуда бриллиант, который считался пропавшим. Выясняется, что бизнес Ингландера по торговле недвижимостью сильно пострадал во время кризиса 2009 года. Компания оказалась на грани банкротства и миллионер решил инсценировать похищение бриллианта, чтобы получить страховую выплату.
Джоуи удаётся забрать бриллиант у Ингландера и передать его Нику, однако затем он попадает в руки Ингландера. Во время сцены на крыше гостиницы Маркус предлагает Нику вернуть бриллиант миллионеру в обмен на жизнь брата. Ингландер получает бриллиант и уходит, а в Маркуса стреляет Майк Аккерман. Лидия Мерсер тоже переходит на сторону Кэссиди, поскольку проверила его историю и начала верить в невиновность бывшего полицейского.
Увидев Ингландера, неторопливо идущего по улице, Кэссиди решается на отчаянный прыжок с крыши здания на установленную пожарными надувную подушку, подбегает к миллионеру, вынимает у него из кармана бриллиант и демонстрирует его собравшимся зевакам и прессе. Ингландера тут же арестовывают.
В финале фильма Ник приводит Мерсер в бар, где знакомит со своим отцом и братом. Джоуи Кэссиди делает предложение Энджи, достав из кармана коробочку с дорогим кольцом, украшенным бриллиантом.

## В ролях
| Актёр            | Роль                        |
| ---------------- | --------------------------- |
| Сэм Уортингтон   | Ник Кэссиди                 |
| Элизабет Бэнкс   | Лидия Мерсер                |
| Джейми Белл      | Джоуи Кэссиди               |
| Энтони Маки      | Майк Аккерман               |
| Генезис Родригес | Энджела (Энджи) Мария Лопес |
| Эд Харрис        | Девид Инглендер             |
| Кира Седжвик     | Сьюзи Моралес               |
| Эдвард Бёрнс     | Джек Догерти                |
| Титус Уэлливер   | Данте Маркус                |
| Уильям Сэдлер    | Фрэнк Кэссиди               |